# 鬼丸

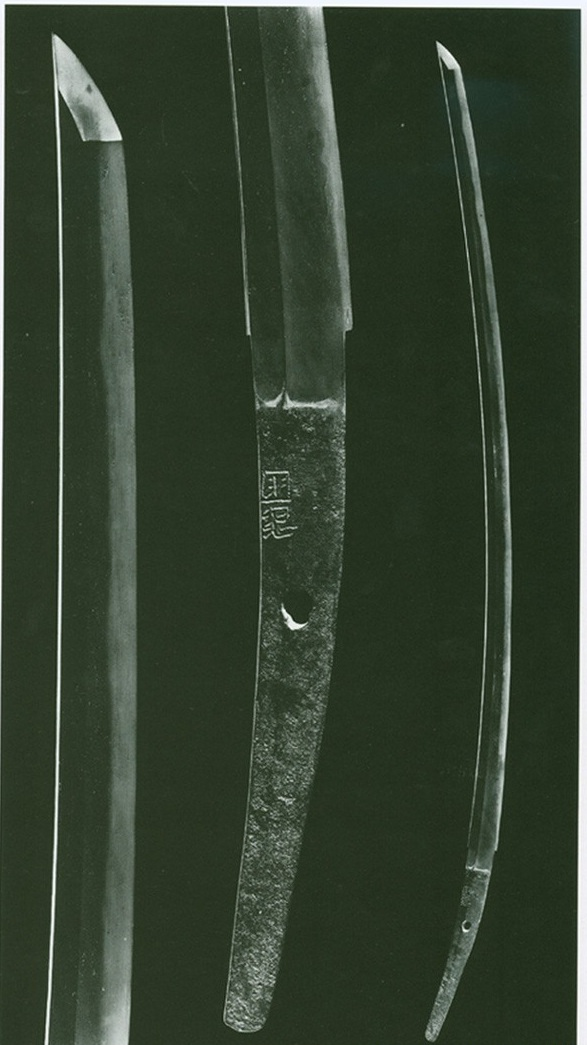
鬼丸国綱

鬼丸（おにまる）は、鎌倉時代に作られたとされる日本刀（太刀）である。皇室の私有財産（御物）であり、宮内庁侍従職が管理している。天下五剣の一つに数えられており、刀工名を付して鬼丸国綱（おにまるくにつな）とも呼ばれる。なお源平盛衰記に髭切として登場した太刀の別名も鬼丸といい、現在北野天満宮が所蔵する鬼切丸や鬼切安綱と呼ばれる刀が髭切であるとみなされているので、本ページの鬼丸との混同に留意する必要がある。

## 概要

### 刀工および名前の由来

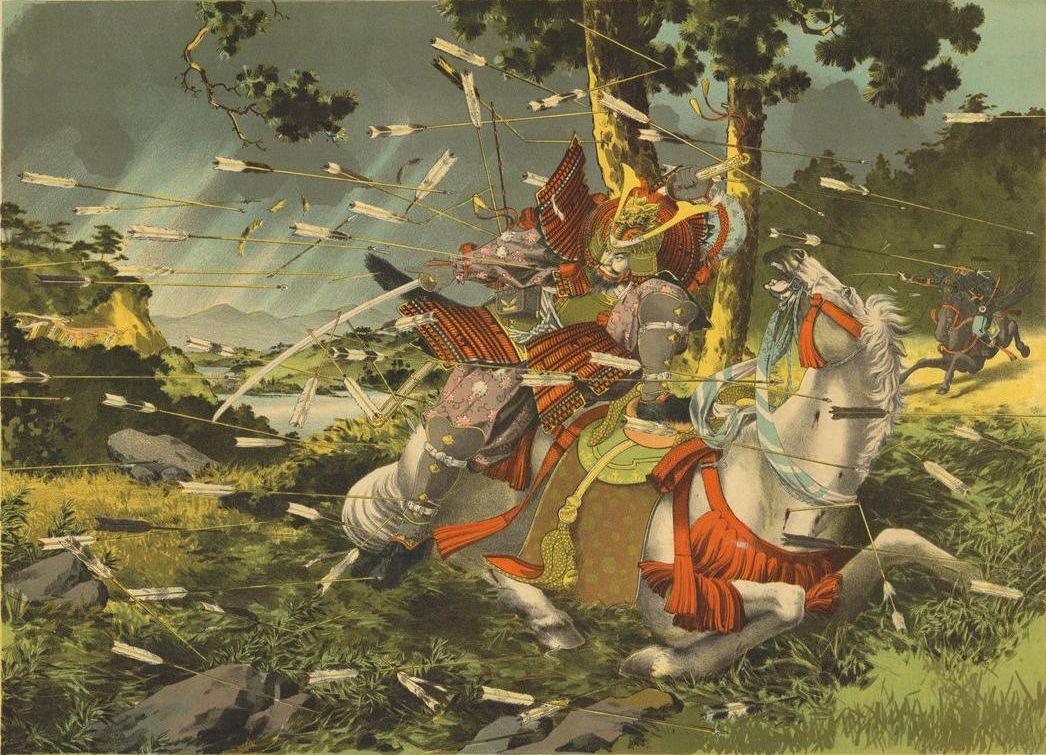
土屋光逸『新田義貞生田林の戦に於て小山田高家義貞の身代りとなる』（1900年）。湊川の戦い（1336年）で義貞が鬼丸と鬼切の二刀流で奮戦する図。

鎌倉時代初期、山城国の京粟田口派の刀工で、粟田口六兄弟の末弟である国綱の作。国綱は後鳥羽天皇の御番鍛冶であり、腕の良さから鎌倉にも招かれて鍛刀していたとされている。
「鬼丸」という号の由来は『太平記』に記載がある。それによると、北条時頼（または北条時政）が毎夜、夢の中に現れる小鬼にうなされていた。そんなある夜、夢の中に老翁が現れ、「自分は粟田口国綱の太刀の化身である。ところが汚れた人の手に握られたために錆びてしまい鞘から抜け出せない。早く妖怪を退治したければ清浄な者によって早く自分の錆を拭い去ってくれ」と言って消え去った。早速、時頼は本刀を手入れし、抜き身のまま寝床の側に立てかけておいたところ、本刀が倒れかかり、火鉢の台に施された細工の首を切り落としたという。よく見ると、その火鉢の足は銀で作られた鬼の形をしており、それ以来、時頼の夢に小鬼は現れなくなり、次第に体調を回復させた。この事件により、この太刀を「鬼丸」と命名したといわれている。

### 不吉の太刀として
以来北条得宗家の重宝であったが、北条高時自刃の際に新田義貞の手に渡った。しかし、義貞も後醍醐天皇に反旗を翻した足利尊氏と争うことになり、足利方の斯波高経によって討ち取られた際に、鬼丸も高経に鹵獲された。また、後に尊氏と対立した高経は、尊氏に降伏する際に本作を献上したとされている。
以後足利将軍家の重宝として伝来し、その後は足利義昭より織田信長を経て豊臣秀吉へ伝わったという説と、直接秀吉へ贈られたという二説がある。いずれにせよ秀吉の所有となったが、彼は無類の刀好きで知られていたにもかかわらず、本作と同じく天下五剣として知られる童子切安綱と共に本阿弥光徳に預けてしまう。一説には、これまでの所持者が悉く戦に敗れ、その一族も没落してきたことから、その縁起の悪さを忌避したとされている。大坂の陣の後に、徳川家のものとなったが、徳川家康と秀忠も共にそのまま本阿弥家に預けたという。
その後、後水尾天皇に皇太子が誕生した節に御所に献上されたが、程なく皇太子が夭折したことで「不吉な太刀である」と噂され、再び本阿弥家に返却されたという。江戸時代を通して、京都の本阿弥家によって保管されていたが、8代将軍吉宗が、同家に命じて江戸城に持参させたという記録がある。吉宗の時代に本阿弥家に命じて編纂させた名刀の目録である『享保名物帳』にも、本作が収録されている。また、松平定信が編集した『集古十種』所収で、同書には「本阿弥三郎兵衛代々所守護」とある（本項の画像参照）。

### 明治以降について
明治維新に至り、徳川家からも皇室からも所有権について明示がなされなかったため、これに困惑した本阿弥家が政府に届け出、1881年（明治14年）に「後水尾天皇に献上されたものを、徳川幕府を通じて本阿弥家に預けていたものである」として、明治天皇の元に取り寄せられ、以来御物となっている。なお、天下五剣のうち本刀だけは御物であるために国宝及び重要文化財の指定を受けていない。御物としての性格上、一般公開されることも少なく、書籍等に掲載される写真も、数少ない機会に撮影された古いものに限られている。過去には以下の機会に一般公開されている。
- 「日本名刀展 英米からの里帰りと国内の名作」（大丸東京店。1970年[9]）
- 「日本美術名宝展」（東京国立博物館、京都国立博物館。1986年）
- 特別展「日本のかたな」（東京国立博物館。1997年）
- 特別展「正宗」（佐野美術館、富山県水墨美術館、徳川美術館、根津美術館巡回。2002年）

## 作風

### 刀身
刃長二尺五寸八分（約78.2cm）、反り一寸一分（約3.2cm）。鎌倉時代に入り、太刀の刀身の反りが大きくなり、またそれまでの太刀に顕著であった「腰反り」から刀身全体が均等に反っている「輪反り（「鳥居反り」とも）」へと移行した時期の太刀で、先代、また後代の太刀と比べても大きな反りを持つ。
作風は、地鉄がよく約（つ）み、地沸付き、地斑映りが立つ。刃文は沸出来、広直刃調の小丁子乱れで、腰刃を焼く。目釘孔は1つ。目釘孔上の棟寄りに「国綱」の二字銘がある。

### 外装
鞘と柄の全体を茶色皺革で包んだ上に金茶色の平糸巻きを施し、鍔を黒漆塗の革袋で覆った「革包太刀」様式の拵が付属しており、室町時代初期の製作と推定される。この拵の様式を特に「鬼丸拵」と呼び、革包太刀拵の代名詞となっている。